# Webb's First Deep Field

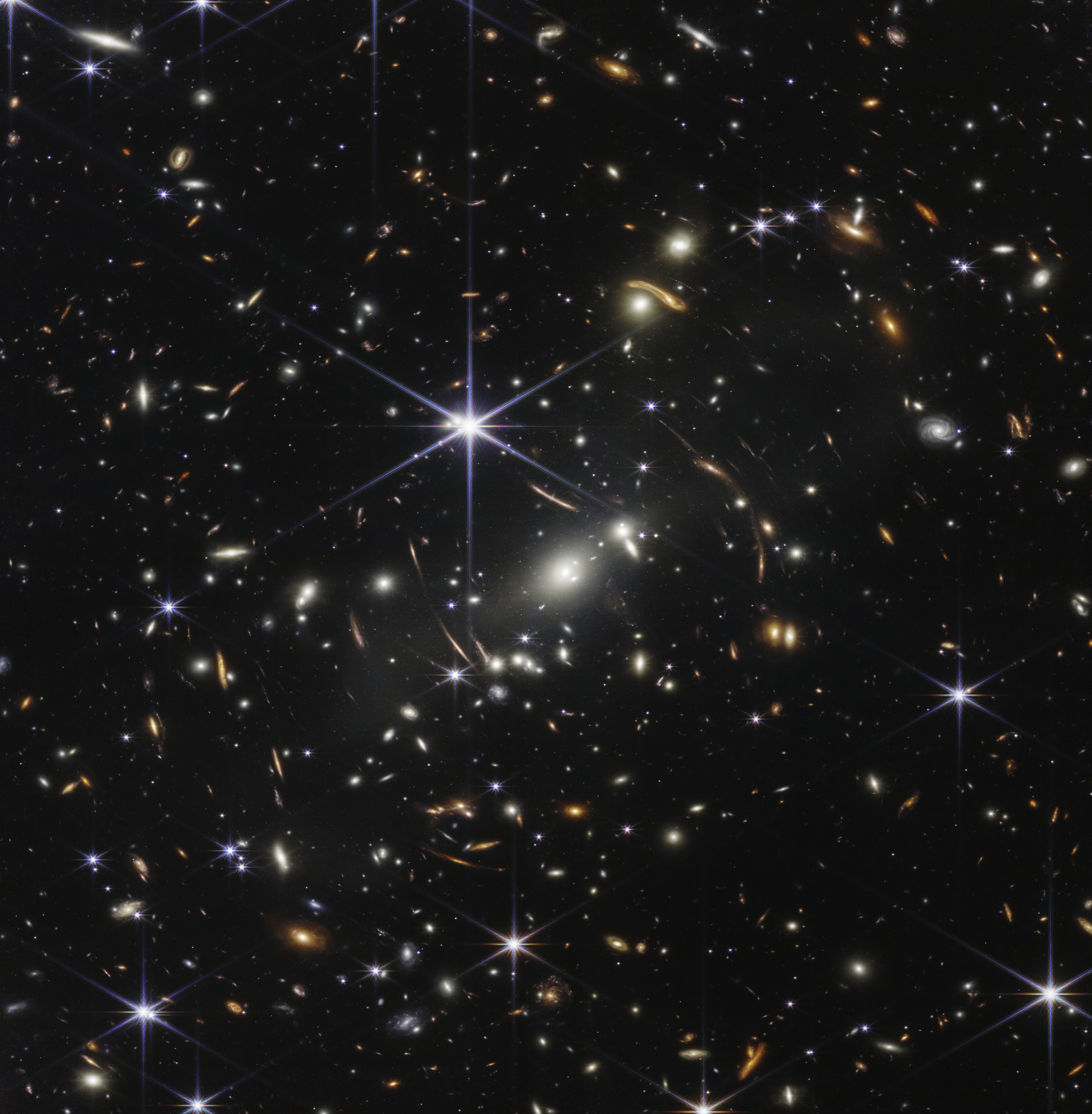
O Primeiro Campo Profundo de Webb.

O Primeiro Campo Profundo de Webb (em inglês: Webb's First Deep Field) é a primeira imagem obtida pelo Telescópio Espacial James Webb, representando SMACS 0723, um aglomerado de galáxias a 4,6 bilhões de anos-luz da Terra. Revelada ao público em 11 de julho de 2022, a imagem composta foi tirada pela Near-Infrared Camera (NIRCam) do telescópio e cobre uma pequena área do céu visível do Hemisfério Sul. Milhares de galáxias são visíveis na imagem, que é a imagem de maior resolução do universo primitivo já vista.

## Antecedentes
O Telescópio Espacial James Webb (JWST) conduz a astronomia infravermelha. O "Webb's First Deep Field" foi obtido pela Near-Infrared Camera (NIRCam) do telescópio e é uma composição produzida a partir de imagens em diferentes comprimentos de onda, totalizando 12,5 horas de exposição. A foto alcançou profundidades em comprimentos de onda infravermelhos além dos campos mais profundos do Telescópio Espacial Hubble, o que levou semanas para alcançar. A espaçonave orbita o segundo ponto de Lagrange da Terra (L2), a cerca de 1,5 milhão de quilômetros (900 000 milhas) da Terra, desde 24 de janeiro de 2022. Em L2, as forças gravitacionais do Sol e da Terra mantêm o movimento do telescópio em torno do Sol sincronizado com o da Terra.
O SMACS 0723 é um aglomerado de galáxias visível no céu do Hemisfério Sul da Terra e tem sido frequentemente examinado pelo Hubble e por outros telescópios em busca do passado profundo.

## Resultados científicos
A imagem mostra o aglomerado de galáxias SMACS 0723 como ele apareceu há 4,6 bilhões de anos. A imagem do Webb cobre uma porção do céu com um tamanho angular aproximadamente igual ao de um grão de areia segurado à distância de um braço estendido por alguém no chão. Muitas das entidades cosmológicas representadas sofreram um notável desvio para o vermelho devido à expansão do espaço ao longo da imensa distância que a luz percorreu desde elas até nós.
A massa combinada do aglomerado de galáxias atuou como uma lente gravitacional, ampliando galáxias muito mais distantes que estão atrás dele. A NIRCam do Webb trouxe essas galáxias distantes para um foco nítido, revelando estruturas minúsculas e fracas que nunca haviam sido vistas antes, incluindo aglomerados de estrelas e características difusas.

## Significado
O "Webb's First Deep Field" é a primeira imagem completa (colorida artificialmente) do JWST é a visão infravermelha de mais alta resolução do universo já capturada. A imagem revela milhares de galáxias em uma pequena porção do vasto universo. A visão nítida do infravermelho próximo do Webb destacou estruturas fracas em galáxias extremamente distantes, oferecendo a visão mais detalhada do universo primitivo até hoje. Milhares de galáxias, incluindo os objetos mais fracos já observados no infravermelho, apareceram na visão do Webb pela primeira vez.

A imagem foi revelada ao público pela primeira vez durante um evento na Casa Branca em 11 de julho de 2022, pelo presidente dos EUA, Joe Biden.